# Vatnsfjall
Vatnsfjall är ett berg i republiken Island. Det ligger i regionen Västlandet, 110 km norr om huvudstaden Reykjavík. Toppen på Vatnsfjall är 583 meter över havet, eller 403 meter över den omgivande terrängen. Bredden vid basen är 7,7 km.
Trakten runt Vatnsfjall är nära nog obefolkad, med mindre än två invånare per kvadratkilometer. Närmaste större samhälle är Búðardalur, omkring 12 kilometer väster om Vatnsfjall. Trakten runt Vatnsfjall består i huvudsak av gräsmarker.